# Campionati italiani di aquathlon
La Federazione Italiana Triathlon organizza dal 2000 i Campionati italiani di aquathlon. Si disputano con cadenza annuale.

## Albo d'oro

### Uomini
| Edizione | Anno | Oro                          | Argento                   | Bronzo                   |
| -------- | ---- | ---------------------------- | ------------------------- | ------------------------ |
| I        | 2000 | Daniele Fiorentini           | Fabrizio Ferraresi        | Dimitri Ricci            |
| II       | 2001 | Simone Mela                  | Leonardo Fiorella         | Gianfranco Mione         |
| III      | 2002 | Leonardo Fiorella            | Dario Galasso             | Gianfranco Mione         |
| IV       | 2003 | Claudio Oriana               | Gabriele Pertusati        | Leonardo Fiorella        |
| V        | 2004 | Leonardo Fiorella (2)        | Gabriele Pertusati        | Alberto Casadei          |
| VI       | 2005 | Ivan Risti                   | Manuel Canuto             | Alberto Casadei          |
| VII      | 2006 | Jonathan Ciavattella         | Gabriele Pertusati        | Danilo Brustolon         |
| VIII     | 2007 | Andrea Giacomo Secchiero     | Alberto Alessandroni      | Manuele Canuto           |
| IX       | 2008 | Andrea Giacomo Secchiero (2) | Ivan Risti                | Leonardo Ballerini       |
| X        | 2009 | Andrea Giacomo Secchiero (3) | Jonathan Ciavattella      | Leonardo Ballerini       |
| XI       | 2010 | Luca Facchinetti             | Manuele Canuto            | Leonardo Ballerini       |
| XII      | 2011 | Manuel Biagiotti             | Leonardo Ballerini        | Davide Bargellini        |
| XIII     | 2012 | Andrea De Ponti              | Rodrigo Augustin Nogueras | Andrea Giacomo Secchiero |
| XIV      | 2013 | Mattia Ceccarelli            | Lorenzo Ciuti             | Tommaso Crivellaro       |
| XV       | 2014 | Andrea Giacomo Secchiero (4) | Alessio Fioravanti        | Stefano Rigoni           |
| XVI      | 2015 | Andrea Giacomo Secchiero (5) | Alessio Fioravanti        | Lorenzo Ciuti            |
| XVII     | 2016 | Andrea Giacomo Secchiero (6) | Stefano Rigoni            | Marco Dalla Venezia      |
| XVIII    | 2017 | Andrea Giacomo Secchiero (7) | Elia Mozzachiodi          | Nicolò Simonigh          |
| XIX      | 2018 | Alberto Chiodo               | Michelangelo Parmigiani   | Tommaso Crivellaro       |
| XX       | 2019 | Marco Corrà                  | Marco Barison             | Federico Pagotto         |
| XXI      | 2020 | Alessio Crociani             | Nicola Azzano             | Nicolò Strada            |
| XXII     | 2021 | Michele Bortolamedi          | Davide Ingrilli'          | Valerio Patanè           |
| XXIII    | 2022 | Nicolo' Ragazzo              | Luca Bruni                | Samuele Angelini         |
| XXIV     | 2023 | Nicolo' Ragazzo (2)          | Michele Bortolamedi       | Matteo Perri             |
| XXV      | 2024 | Muguel Espuna Larramona      | Pietro Giovannini         | Michele Bortolamedi      |

### Donne
| Edizione | Anno | Oro                   | Argento             | Bronzo                   |
| -------- | ---- | --------------------- | ------------------- | ------------------------ |
| I        | 2000 | Giunia Chenevier      | Elena Longari       | Mirella Gandellini       |
| II       | 2001 | Cristina Giribon      | Edith Cigana        | Adelaide Cappellini      |
| III      | 2002 | Cristina Giribon (2)  | Adelaide Cappellini | Alessandra Gugliotta     |
| IV       | 2003 | Silvia Gemignani      | Valeria Casprini    | Valentina Filipetto      |
| V        | 2004 | Valentina Filipetto   | Manuela Ianesi      | Silvia Riccò             |
| VI       | 2005 | Daniela Chmet         | Charlotte Bonin     | Marta Gaiardelli         |
| VII      | 2006 | Cristina Giribon (3)  | Adelaide Cappellini | Manuela Ascoli           |
| VIII     | 2007 | Charlotte Bonin       | Giunia Chenevier    | Marta Gaiardelli         |
| IX       | 2008 | Maria Casciotti       | Valentina Carta     | Manuela Ascoli           |
| X        | 2009 | Silvia Gemignani (2)  | Alice Betto         | Marta Gaiardelli         |
| XI       | 2010 | Gaia Peron            | Veronica Signorini  | Giunia Chenevier         |
| XII      | 2011 | Silvia Gemignani (3)  | Veronica Signorini  | Manuela Ascoli           |
| XIII     | 2012 | Daniela Chmet (2)     | Alessia Orla        | Daniela Pallaro          |
| XIV      | 2013 | Elena Maria Petrini   | Chiara Piccinelli   | Giulia Bedorin           |
| XV       | 2014 | Francesca Galluzzo    | Elisa Marcon        | Ilaria Fioravanti        |
| XVI      | 2015 | Alessandra Tamburri   | Elisa Marcon        | Michela Pozzuoli         |
| XVII     | 2016 | Annamaria Mazzetti    | Elisa Marcon        | Silvia Visaggi           |
| XVIII    | 2017 | Federica Parodi       | Francesca Ferlazzo  | Chiara Magrini           |
| XIX      | 2018 | Bianca Seregni        | Costanza Arpinelli  | Elisa Marcon             |
| XX       | 2019 | Sara Papais           | Chiara Magrini      | Elisa Marcon             |
| XXI      | 2020 | Beatrice Mallozzi     | Bianca Seregni      | Costanza Arpinelli       |
| XXII     | 2021 | Bianca Seregni (2)    | Carlotta Bonacina   | Federica Parodi          |
| XXIII    | 2022 | Nicoletta Santonocito | Rachele Lavagno     | Carmela Claudia Paladini |
| XXIV     | 2023 | Giada Stegani         | Alessia Orla        | Anna Badini Confalonieri |
| XXV      | 2024 | Francesca Calvauna    | Alessia Orla        | Elisa Marcon             |

## Medagliere per società
| Società sportiva           | Oro | Argento | Bronzo | Tot. |
| -------------------------- | --- | ------- | ------ | ---- |
| Fiamme Oro                 | 11  | 7       | 6      | 24   |
| T.D. Rimini                | 6   | 0       | 1      | 7    |
| Minerva Roma               | 5   | 4       | 8      | 17   |
| DDS                        | 4   | 4       | 0      | 8    |
| Protek Triathlon Rho       | 3   | 0       | 0      | 3    |
| Fiamme Azzurre             | 2   | 1       | 5      | 8    |
| Friesian Team              | 2   | 0       | 1      | 3    |
| Pro Patria Milano          | 2   | 0       | 1      | 3    |
| K3 Cremona                 | 1   | 4       | 2      | 7    |
| Silca Ultralite            | 1   | 2       | 2      | 5    |
| Stradivari Triathlon Team  | 0   | 3       | 2      | 5    |
| PPRTeam                    | 0   | 2       | 3      | 5    |
| Raschiani Tri Pavese       | 1   | 0       | 2      | 3    |
| Aquatica Torino            | 0   | 1       | 2      | 3    |
| The Hurricane              | 1   | 0       | 2      | 3    |
| Valle d'Aosta              | 1   | 1       | 0      | 2    |
| Esercito                   | 1   | 1       | 0      | 2    |
| Triathlon Lecco            | 1   | 1       | 0      | 2    |
| Triathlon Team Riccione    | 1   | 1       | 0      | 2    |
| Valdigne                   | 1   | 1       | 0      | 2    |
| CUS Pro Patria Milano      | 1   | 0       | 1      | 2    |
| Tri. Rari Nantes Marostica | 0   | 2       | 0      | 2    |
| 707 Triathlon Team         | 0   | 2       | 0      | 2    |
| Zep.T.T.                   | 0   | 1       | 1      | 2    |
| CUS Torino Triathlon       | 0   | 1       | 1      | 2    |
| Liger Team Keyline         | 0   | 1       | 1      | 2    |
| Bianchi Mes3Sports         | 0   | 0       | 2      | 2    |
| Padova Triathlon           | 0   | 0       | 2      | 2    |
| Sportlife Project UL       | 1   | 0       | 0      | 1    |
| RP Action DDS              | 1   | 0       | 0      | 1    |
| Magma Team                 | 2   | 0       | 0      | 2    |
| Pesaro Triathlon           | 0   | 1       | 0      | 1    |
| Firenze Triathlon          | 0   | 1       | 0      | 1    |
| Triathlon Novara           | 0   | 1       | 0      | 1    |
| Spezia Triathlon           | 0   | 1       | 0      | 1    |
| Padova Nuoto Fidia         | 0   | 1       | 0      | 1    |
| Jhonny Tri Forhans         | 0   | 1       | 0      | 1    |
| Läufer Club Bozen          | 0   | 1       | 0      | 1    |
| Carabinieri                | 0   | 1       | 0      | 1    |
| SAI Frecce Bianche         | 0   | 1       | 0      | 1    |
| Raschiani Triathlon        | 0   | 1       | 0      | 1    |
| Torino Triathlon           | 0   | 0       | 1      | 1    |
| Viareggio Triathlon        | 0   | 0       | 1      | 1    |
| Maranello Triathlon        | 0   | 0       | 1      | 1    |
| Padova Nuoto Dynamica      | 0   | 0       | 1      | 1    |
| Thermae Sport Pdntri       | 0   | 0       | 1      | 1    |

## Edizioni
| Ed.   | Anno | Sede                 | Regione   |
| ----- | ---- | -------------------- | --------- |
| I     | 2000 | Milano Idroscalo     | Lombardia |
| II    | 2001 | Venezia Lido         | Veneto    |
| III   | 2002 | Cagliari             | Sardegna  |
| IV    | 2003 | Livorno              | Toscana   |
| V     | 2004 | Livorno              | Toscana   |
| VI    | 2005 | Venezia Lido         | Veneto    |
| VII   | 2006 | Stintino             | Sardegna  |
| VIII  | 2007 | Napoli               | Campania  |
| IX    | 2008 | Porto Torres         | Sardegna  |
| X     | 2009 | Gaggiano             | Lombardia |
| XI    | 2010 | Gaggiano             | Lombardia |
| XII   | 2011 | Barberino di Mugello | Toscana   |
| XIII  | 2012 | Gaggiano             | Lombardia |
| XIV   | 2013 | Napoli               | Campania  |
| XV    | 2014 | Napoli               | Campania  |
| XVI   | 2015 | Napoli               | Campania  |
| XVII  | 2016 | Zibido San Giacomo   | Lombardia |
| XVIII | 2017 | Recco                | Liguria   |
| XIX   | 2018 | Ischia               | Campania  |
| XX    | 2019 | Caorle               | Veneto    |
| XXI   | 2020 | Recco                | Liguria   |
| XXII  | 2021 | Sestri Levante       | Liguria   |
| XXIII | 2022 | Taranto              | Puglia    |
| XXIV  | 2023 | Taranto              | Puglia    |
| XXV   | 2024 | Taranto              | Puglia    |